# 풀잎
《풀잎》(영어: Leaves of Grass)은 1855년에 출간된 미국의 시인 월트 휘트먼의 시집이다.
한 편을 제외하고, 시들은 각운을 가지지 않고 표준 운율과 선의 길이를 따르지 않는다. 시집에 있는 시들 중에는 “나 자신의 노래”(Song of Myself), “나는 몸의 전율을 노래하네”(I Sing the Body Electric) 그리고 이후에 증보된 판에는 피살된 에이브라함 링컨을 그린 휘트먼의 애가 “앞 뜰 라일락이 피어 있을 때”(When Lilacs Last in the Dooryard Bloom’d) 등이 실려있다. 휘트먼은 평생을 풀잎을 쓰는데 보냈으며, 죽기 전까지 여러 번에 걸쳐 수정판을 냈다. 12개의 시로 이루어진 조촐한 초판에서 400개가 넘는 시들로 구성된 마지막 완본까지 40년에 걸쳐 광대하게 다양한 판본이 출판되었다.
풀잎은 솔직한 성에 대한 비유적 묘사 때문에 당시 시대동안 크게 논란의 여지가 있었고 휘트먼은 많은 동시대의 비평가들에 의해 비웃음을 받았다. 시간이 지나면서, 그 작품은 대중적인 문화로 스며들었고, 미국 시의 중심이 되는 작품의 하나로서 인정받았다.

## 개요
이 책은 외설적이라고 여겨지는 솔직한 노출을 할 때의 오감을 찬사하는 기쁨으로 유명하다. 이전 영시가 상징주의, 풍유 그리고 종교적이고, 영적인 명상에 의존한 반면, 풀잎은 (특히 초판은) 육체와 물질 세계를 찬양했다. 낭만주의 지류라고 할 수 있는 초월주의 운동에 영향을 받아서, 휘트먼의 시는 자연과 그 속에서의 인간 개인의 역할을 찬미했다. 그러나 휘트먼은 정신과 영의 역할을 축소시키지는 않았고, 인간의 형태와 인간의 마인드를 고양했으며, 이 두가지 모두 시적인 찬양의 가치가 있는 것이라고 여겼다.

## 풀잎의 출판
《풀잎》의 내력은 1845년 랠프 왈도 에머슨이 쓴 "시인이라는 에세이에서 기인하며, 그 에세이에서 그는 미국에서도 새로운 국가의 덕목과 악을 쓰는 새롭고, 독특한 시인이 등장할 필요가 있다고 표현했다. 휘트먼은 이 에세이를 읽고서 의식적으로 에머슨의 요청에 풀잎 초판에 대한 작업을 함으로써 답하기 시작했다. 그러나 휘트먼은 "나는 부글부글 끓고 있다. 에머슨이 나를 끓게 만들었다."고 말하면서도 (I was simmering, simmering, simmering; Emerson brought me to a boil.) 에메슨의 영향력을 중요하게 생각하지 않았다.
1855년 5월 15일 미국 뉴저지주 지방 법원에 풀잎을 등록하고서, 저작권을 획득했다. 초판은 1855년 7월 4일에 브루클린 풀턴가에 있는 스코틀랜드 이민자가 운영하는 인쇄소에서 발행을 하였다. 그는 이들을 1840년대부터 알고 지냈다. 이 책에는 작가의 이름은 실리지 않았으며, 대신 새뮤얼 할러가 시인을 그린 작업복과 중절모를 쓴 판화만 포함되었다.

## 출판 역사와 기원
초기 출판
이 초판은 95페이지의 이름이 붙여지지 않는 12개의 시로만 구성되어서 매우 조촐하였다. 휘트먼은 일찍이 이 책을 주머니 속에 가지고 다니기에 충분히 작은 책이 되게 할 의도였다고 말했다. “ 이는 그 시들과 함께 나를 사람들에게 받아들이게 하고, 야외에서 나를 읽게 할 것이다 : 나는 대체로 야외의 독자에 성공적이다.”라고 그는 설명했다. 200개의 시들이 그 시들의 트레이드마크인 초록 표지로 묶여 약 800부 발간되었다. 초판의 복사본을 구입했다고 알려진 유일한 미국의 도서관은 philadelphia에 있다. 후의 화제에서 표제를 수여받았던 초판의 시들은 “Song of Myself", "A Song for Occupations","To Think of Time", "The Sleepers", "I Sing the Body Electric", "Faces", "Song of the Answerer", "Europe: The 72d and 73d Years of These States", "A Boston Ballad", "There Was a Child Went Forth", "Who Learns My Lesson Complete?" and "Great Are the Myths".이다.
<Leaves of Grass-풀잎>라는 제목은 중의적 표현이다. “잎사귀”는 이류 작품이 인쇄된 책들의 또 다른 이름이다.
휘트먼은 <Leaves of Grass-풀잎>의 초판의 복사본을 이 작품의 창조에 감명을 준 에머슨에게 보냈다. 휘트먼에게의 편지에서 에머슨은 “나는 미국이 이제껏 만들어온 가장 비상한 재치와 지혜를 보았다.”고 썼다. 그는 또한 “거대한 힘이 우리를 행복하게 만드는 것과 마찬가지로 나는 이 작품을 읽게 되어 매우 기쁘다.”고 덧붙였다.
재발행
에머슨의 초판에 대한 긍정적인 반응은 휘트먼이 빨리 (지금은 일 달러짜리 표지와 함께한 384페이지의 책인)두 번째 확장판을 만드는데 감명을 주었다.
이 판본은 에머슨의 편지로부터의 구절인 “당신의 위대한 경력의 출발점에서 당신에게 인사를 드립니다”를 금박으로 인쇄하여 포함한다.
에머슨은 후에 이 편지가 공개되는 모욕을 겪었고 시에 대해 훨씬 비판적이 되었다.
1860년판의 출판인인 세이어와 엘드리지는 이 판본의 출판 이후로 잠시 파산 선언을 했고 휘트먼에게 원고료를 지불해 줄 수 없었다. 그들은 “돈 문제에 관해 우리는 매우 형편없으며 원고료를 보내는 것이 불가할 것이다.”라고 했다. 휘트먼은 오직 250달러만을 받았고 본판은 보스턴 출판자인 호레이스 웬트워스에게로 보내졌다.
456페이지짜리 책이 마침내 발행되었을 때 휘트먼은 이 책의 모습을 언급하면서 “이 책은 물론 낯설 것이다.”라고 말했다. 이 책은 아홉 개의 바퀴살과 함께 떠오르는 태양과 손에 앉아있는 나비와 같은 기호가 그려져 있는 주황색 천으로 묶여있다. 휘트먼은 그 나비가 그의 자연과 함께 하는 사람으로서의 이미지를 조장하기 위한 진짜 생명체라고 주장했다. 실제로는 천으로 만들어진 나비였다. 이 나비는 그의 손가락에 와이어로 붙어있었다.
1867년 판은 휘트먼에 따르면, "새롭고 훨씬 나은 완벽한 풀잎의 완본“로 의도되었다. 그는 그것이 마지막 간행본일 것이라고 가정했다. “<드럼 탭> (Drum-Taps)의 속편” 그리고 “이별을 마주한 새로운 시들”을 포함한 그 간행본은 제책공이 파산을 하고 배급되는 일이 실패하여 제본이 지연되었다. 그것이 마침내 제본되었을 때, 그것은 간단한 간행본이었고 처음으로 시의 그림을 생략한 간행본이었다.
1879년에, 리차드 워싱턴은 전기판 제작법의 금속판을 매수했고 독단의 복사본들을 인쇄하고 판매하기 시작했다.
1889년의 8번째 간행본은 그것이 더 장식되고 휘트먼의 몇몇 초상들을 특색으로 하였지만, 1881년 판과 거의 바뀌지 않았다. 가장 큰 변화는 여러 가지 추가된 시들이 있는 "Annex" 판이었다.
마지막 판본
1891년 말에, 휘트먼은 풀잎의 마지막 간행본을 준비하고, 그것의 완성을 친구에게 편지로 알렸다. 풀잎의 마지막 판은 1892년에 출간되었고 그 판은 “임종의 판”으로 여겨진다.
Whitman의 죽음으로부터 2개월 전인 1892년 1월에, New York Herald에 한 발표 내용이 출간되었다: 월트 휘트먼은 대중들에게, 그가 오랜 기간 동안 집필해왔고, 과거 35년 또는 40년 동안 부분적으로 발표가 돼 온 풀잎이 이제는 완성이 되었다고 정중히 발표하기를 바랐다. 즉, 그는 이 새로운 1892년판이 완벽히 모든 과거의 판들을 대신할 것이라고 말하고자 했다. 불완전한 지금으로는, 그는 이번 판을 단연 그의 특별하고 전체적으로 자기가 선택한 시적인 발언으로써 그것을 결심했다.
이 마지막 판이 완성될 때까지, 풀잎은 12개의 시들이 담긴 작은 책으로부터 400개의 시들이 담긴 무거운 큰 책으로 성장해왔다. 판이 바뀌어가면서, 휘트먼이 그려오곤 했던 그림들은 더 물정에 정교하고 현명하게 변하였다. (마지막 판은 턱수염으로 가득차고 웃옷을 입은 늙은 휘트먼을 묘사하였다.)

## 분석
휘트먼의 시 중에서 ‘풀잎’은 보통 각각의 판들 안에 포함된 각각의 시들에 따라 해석된다.
그 판들은 다양한 길이이고, 어느 하나는 더 크며, 이전 버전으로부터 400개 이상의 시들이 있는 마지막 판까지 늘렸다.
토의는 매우 이른 각각의 1855년과 1856년 버전을 자주 연상시키는 주요한 판인 ‘풀잎‘에 역시 자주 집중되었다. 그리고 1860년 판, 휘트만의 삶에서 매우 늦은 휘트만의 중요한 시, “마당에서 마지막 라일락들이 피어날 때" 역시 포함한 마지막 판에서 또한 자주 집중되었다.
1855년 판은 특히 “나 자신의 노래"와 ”잠자는 사람들“ 두 시의 포함에 주목할 만하다.
1856년 판은 주목할 만한 휘트만의 시인, “브루클린을 건너는 나룻배"가 포함되었다. 1860년 판에서, 휘트만은 더욱이 주요한 시인 ”바다로부터의 단어"와 “내가 삶의 바다와 떠밀려 갔을 때"를 더했다. 휘트만의 주요한 많은 시들의 독특한 해석은 아마 그 각각의 시들을 연상시키는 기사에서 발견될지도 모른다. 특히 “나 자신의 노래”에서 휘트만은 해설자로서 등장하는 전능한 “나"를 강조했다. 그 “나”는 사회와 개인의 문제 모두를 덜어내기 위해 단정적이고 강력한 문화적 이미지들을 사용함으로써 노력한다. 그 미국 문화에서의 강조는 ‘Homer’의 작품들에 필적하는 미국 서사시와 다르게 만드는 휘트먼의 집중에 도달하도록 돕는다.
미국에서 중요한 도시화 시기에 쓰여진 최초의 작품인 ‘풀잎’은 대중들에게 영향력 있는 도시화에 반응한다. 그러나 ‘풀잎’, 표제의 은유는 전원 이상주의의 한가로운 시각을 나타낸다.
그 시, “마당에서 마지막 라일락들이 피어날 때”는 휘트먼이 ‘링컨’의 죽음 후에 추모한 시이다.
휘트먼은 골상학(1855년 판, ‘풀잎’의 머리말에서 그가 “시인의 입법자들”로써 묘사한 것 중에서의 골상학자를 내포한다.)을 믿는 사람이었다. 그리고 골상학의 용어인 “접착성”을 빌려 왔으며, 그 용어는 우정과 동지애의 성질을 나타냈다. 휘트먼은 그가 죽기 전 여러 차례 <Leaves of Grass>를 편집하고 개정하여 재출간하였다. 그리고 그 후 몇 년이 지나며 그의 관점과 생각들은 비난받지 않았다.
한 평론가는 <Leaves of Grass>의 세 개(1855년에서 1859년까지, 1859년에서 1865년까지, 그리고 1866년부터 그가 죽을 때까지)의 주요 어간의 흐름을 확인했다. 첫 번째 시기(1855~1859)에 그의 주요 작업은 <나 자신의 노래> (Song of Myself)였고, 그것은 자유를 향한 만연한 사랑의 예시가 된다.
“때와 장소가 완벽한 자연에서의 자유와 표현에서의 자유는 감각적인 형태의 사랑의 표현으로 이끈다.”
두 번째 시기(1859~1865)에는 더욱 울적하고, 차분한 시인의 그림을 그린다.<Out of the Cradle Endlessly Rocking>과 <When Lilacs Last in the Dooryard Bloom’d>와 같은 시에서는 두 번째 시기에서의 만연함이 발전했다.
그의 죽음에 관한 관점은 이 당시 주요화제였던 불멸의 관점으로 성장해왔다. 휘트먼은 나이가 들어서 더 보수적인 성향을 띠었고, 법률의 중요성이 자유의 중요성을 능가한다는 사실을 믿게 되었다. 그의 물질주의적인 세계관은 훨씬 더 종교적으로 변화했고, 휘트먼은 삶이 신의 계략이라는 맥락 밖에서는 의미를 가지고 있지 않다고 믿었다.

## 비판적인 반응과 논란
초판이 출판되었을 때, 휘트먼은 인테리어 부서인 그의 직장에서 비서였던 제임스 할런에게 그의 책이 ‘모욕적이다’라는 말을 듣고 해고되었다. 시인 존 그린리프 휘티어(John Greenleaf Whittier)는 휘트먼의 1855년 개정판이 불길로 던져졌다고 들었다. 하지만, 토마스 웬트워스 히긴슨(Thomas Wentworth Higginson)은 “휘트먼이 <Leaves of Grass>을 썼다는 것은 불명예가 아니지만, 그것을 후에 태우지 않았다는 것은 불명예다.” 라고 기록했다. 평론가 Rufus Wilmot Griswold는 1855년 11월 10일, Criterion지에서 Leaves of Grass를 ‘하찮은 외설덩어리’라고 부르며 비평했고, 이 작가를 외설의 자유를 사랑하는 사람으로 분류했다.
또한, 그리스월드(Griswold)는 라틴어로 휘트먼은 기독교도 사이에서 언급되지 않는 끔찍한 죄이자, 고대의 공적인 죄 중 하나인 동성애를 범했다고 시사했다.
그리스월드(Griswold)의 심하게 부정적인 견해는 대체로 두 번째 편집본의 출간이 의심받게 만들었다.
휘트먼은 Leaves of Grass의 마지막 편집본에 풍자를 포함한 모든 견해를 포함시켰다.
첫 번째 출판물에 대한 초기의 검열은 그 시인을 몇 개의 관대한 도전의 태도와 생각에 잠긴 오만을 얼굴에 담고 있는 게으름뱅이라고 부르면서 특징이 없는 시인의 외적 모습에 초점을 맞추었다.
또 다른 검열자는 작품을 “15년 혹은 18년 전 보스턴에서 정점에 달했던 많은 생각들의 숙고”인 오래 된 이상주의적 생각을 소생시키려는 이상한 시도로 간주했다.
비록 에머슨은 휘트먼에게 1860년에 성적 비유적 표현의 순화를 권고했지만, 그는 그 작품을 이상주의를 소생시키는 수단이라고 여겼기 때문에 어느 정도는 인정했다.
1882년 3월 1일에 보스턴지역 대리인인 올리버 스티븐은 휘트먼의 출판업자인 제임스 얼 오스굿에게 Leaves of Grass가 ‘추잡한 작품’으로 선정되었다고 편지를 썼다.
(미국 북동부에 있는)뉴잉글랜드에서의 부도덕한 발매금지 책으로 강력히 강요됐다고, 그의 편지에는 쓰여 있었다.: “우리는 이 책이 공공 규칙의 규정 내에서 추잡한 작품을 존중하는 입장이어서, 그와 같은 것의 유통과 그와 관련된 판본의 발행을 금지해야 한다고 생각한다.
스티븐은 “Song of Myself”, “From Pent-up Aching Rivers”, “I Sing the Body Electric”, “Spontaneous Me”, “Native Moments”, “The Dalliance of the Eagles”, “By Blue Ontario’s Shore”, “Unfolded Out of the Folds”, “The Sleepers” 그리고“Faces”.의 수정과 “A Woman Waits for Me” and “To a Common Prostitute”라는 시들의 제거를 주장했다.
휘트먼은 그 검열은 거절했고, 오스굿에게 “그 목록의 전제는 나에 의해 거절당했고, 나는 여하한 사정에서도 숙고하지 않을 것이다.”
오스굿은 제안 된 수정과 삭제가 무시당했을 때 그 책을 출판하는 것을 거절했고 그 원고를 휘트먼에게 돌려주었다. 그 시는 새로운 1882년에 책을 처음으로 출판한 Rees Welsh & Company라는 출판사를 찾았다. 휘트먼은 그 논쟁이 판매를 증가할 것이라고 믿었고, 그 믿음은 진실로 판명되었다. 예를 들어, 그 보스턴에서의 그 책의 금지는 주요한 스캔들이 되었고 그러한 스캔들은 휘트먼과 그의 작품의 공표를 야기했다. 비록 그 책이 필레데피아에 있는 와나메이커와 같은 소매업자에 의해서도 금지됐지만, 이 판은 각각 1000부로 복사된 5개의 판본으로 출간되었다.
7월 18일 출판된 그 첫 번째 인쇄물은 하루 만에 매진되었다. 그러나 모든 반응이 부정적인 것은 아니었다. 비평가 윌리엄 마이클 로제티는 풀잎을 윌리엄 셰익스피어와 단테 알리게히의 작품을 잇는 고전이라고 여겼다. 코네티컷 출신의 여성 수잔 가넷 스미스는 풀잎을 읽은 후 휘트먼에게 그에 대한 사랑을 고백하는 편지를 보냈고, 그가 원한다면 아이를 임신해주겠다고까지 했다.
비평가이자 편집자인 조지 리플리는 많은 표현법들이 “무모하고 사회적으로 바람직하지 않다” 고 했으나, 풀잎의 “독립된 일부들”은 “활기와 고풍스러운 미”를 발산한다고 생각했다.
휘트먼은 그가 민중, 특히 노동자 계급에게 이해되고 받아들여질 것이라고 확고히 믿었다.
수년 후, 그는 강연을 통해 그의 시를 직접적으로 전달하기 위해 민중들을 순회하지 않았던 것을 후회했다.
그는 “만일 내가 직접적으로 민중들에게 갔다면, 내 시들을 읽어주고, 민중을 마주했다면, 해석되기를 기다리는 대신 톰,딕,해리와 즉각적으로 만났다면, 나에게는 바로 내 지지자들이 생겼을 것이다” 라 주장했다.

## 유산
미국 시의 가장 중요한 컬렉션 중 하나로써의 풀잎의 지위는 시간이 지나며 다양한 단체와 운동기구들이 풀잎과 휘트먼의 작품들을 그들의 정치적 ,사회적 목적들을 추진하기 위해 이용해 오면서 가치를 더해왔다.
20세기 전반, 대중적인 Little Blue Book 시리즈는 이전의 어느 때보다도 더 폭 넓은 대중들에게 휘트먼의 작품을 소개했다. 사회주의와 진보주의적 입장들을 지지하는 시리즈의 이 출판물은 일반 시민에 대한 개인의 관심을 노동자 계급의 권한과 연결시켰다.
세계 2차 대전 동안, 미국 정부는 미국 군인들에게 휘트먼의 시집을 무료로 배포했다.그들은 휘트먼의 미국적 의식에 대한 찬사가 이를 지킬 임무를 받은 이들을 고무시킬 것이라 믿었다.
또한, 그의 작품은 인종 평등의 이름으로도 가치가 있어 왔다.
1946년 명시선집 ‘사람들의 노랫소리가 들린다 : 월트 휘트먼 선정 시 ’의 서문에서 랭스턴 휴제스는 휘트먼의 “ 모든 것을 포용하는 문장들은 노동자와 농부, 흑인과 백인, 아시아인과 유럽인, 노예 그리고 자유민들 모두를 껴안으며, 그들 모두에게 민주주의를 비춘다.” 라 썼다.
비슷하게, 미국 정보국에서 1970년에 출간된 휘트먼의 시집은 휘트먼을 사람들과 차별 없이 어울릴 사람으로 묘사했다. 세계적인 독자를 위해 쓰인 이 책은 휘트먼을 모든 집단의 사람들을 받아들이는 미국의 대표자로써 표현하고자 했다.

## 대중 문화에서
풀잎은 미국 TV시리즈 Breaking Bad에서 중요한 역할을 수행한다.
이 책의 시 271번에서 따와 이름지어진 에피소드 5.8 "Gliding Over All"은 월터 화이트와 월트 휘트먼이 같은 약자를 사용한다는 사실(에피소드 4.4 "Bullet Points"에 언급되었으며, "Gliding Over All"에서 더 현저하게 드러난다) 등 많은 Leaves of Grass에 대한 인용구를 모아 연결짓는데, 이것을 통해 행크 스크래더는 월트가 하이젠베르크라는 것을 알게 된다.
수많은 비평가들은 월트 휘트먼/Leaves of Grass/"Gliding Over All"과 월트, 그리고 그 극과 프로그램 사이의 다양한 연관들을 분석하며 논의해왔다.
Leaves of Grass는 존 그린의 소설 Paper Towns에서 주요한 역할을 수행한다.
죽은 시인의 사회(1989)는 풀잎에서 따온 "오, 선장님! 나의 선장님!"이라는 시를 휘트먼 그 자체와 함께 반복해서 언급한다. 미국 가수 라나 델 레이는 월트 휘트먼과 풀잎을 2012 EP Paradise 앨범 속 "Body Electric"에서 언급한다.
그녀는 또한 그녀의 짧은 영화 Tropico(2013)에서 휘트먼의 시 "I Sing the Body Electric"의 몇 구절을 인용한다.
BYU TV 시리즈 Granite Flats 시즌3, 시즌 8에서 티모시는 Madeline에게 크리스마스 선물로 풀잎의 초판본을 선물한다.
월트 휘트먼의 많은 시는 시즌 2와 3에서 인용된다.
1997년 미국 대통령 빌 클린턴은 그들의 추문에 대해 표명하기에 앞서 모니카 르윈스키에게 풀잎을 선물했다.

## 같이 보기
- 월트 휘트먼